# 花湖站
花湖站是位于中华人民共和国湖北省鄂州市鄂城区的一个火车站，紧邻黄石市，坐落于武黄城际铁路上。车站站台占地4300平方米，层高27米，采用整体式钢结构，弧形钢结构造型，两侧为弧形框梁，其设计最大客流容量可达50万人次。车站于2014年6月18日随武黄城际铁路通车同时投入使用。